# З життя Федора Кузькіна
«З життя Федора Кузькіна» (рос. «Из жизни Фёдора Кузькина») — радянський художній фільм, знятий у 1989 році режисером Станіславом Ростоцьким за повістю Бориса Можаєва «Живий» (1966).

## Сюжет
Історія життя Федора Кузькіна, що розділив з країною тяготи тридцятих, а потім військових і післявоєнних років. Тепер Кузькін вирішує стати одноосібником.

## У ролях
- Олександр Суснін —  Федір Кузькін
- Тетяна Бєдова —  Авдотья Кузькіна, дружина Федора
- Петро Щербаков —  Семен Іванович Мотяков, голова райвиконкому
- Юрій Потьомкін —  Михайло Михайлович Гузьонков, голова колгоспу
- Михайло Кокшенов —  Пашка Воронін, бригадир
- Федір Валіков —  дід Філат
- Анатолій Бородін —  Єрмаков, голова сусіднього колгоспу
- Петро Любешкін —  Андрій
- Микола Погодін —  Спиридон Воронін
- Павло Винник —  працівник райвиконкому
- Володимир Трошин —  Петро Іванович, секретар обкому
- Олександр Лебедєв —  Матвій Корнеїч Назаркін, рахівник
- Олександр Кудінов —  Дьомін, секретар райкому КПРС
- Анатолій Курманов —  Фатєєв, слідчий прокуратури
- Світлана Харитонова —  Варвара Петрівна Циплакова, завідувачка райсоцзабезу
- Михайло Жигалов —  Кошкін, директор ліспромгоспу
- Юрій Чернов —  член бригади
- Тетяна Чорноп'ятова —  секретарка Мотякова
- Валентина Ананьїна —  Настя-Рябуха, голова комісії з конфіскації
- Володимир Сергієнко —  Васька
- Олександр Вдовін —  інструктор обкому КПРС
- Віктор Мамаєв —  тваринник
- Юрій Медведєв —  працівник райвиконкому
- Валерій Немешаєв —  син Васьки
- Сергій Бистрицький —  Володя, старший син
- Денис Борисов —  середній син
- Тетяна Божок —  секретарка суду
- Олена Валаєва —  продавчиня в спецрозподільнику
- Вадим Вільський — епізод
- Олег Демидов —  член бригади
- Микола Дьомін —  приятель Кузькіна
- Іван Єкатериничев —  член бригади
- Володимир Скляров —  Єрмаков
- Юрій Сорокін —  епізод
- Тамара Тимофєєва —  мати Андрійка
- Володимир Трещалов —  Петро Лізунін
- Галина Чуриліна —  диспетчерка
- Юрій Дубровін — Пупикін

## Знімальна група
- Автори сценарію:  Станіслав Ростоцький,  Борис Можаєв
- Режисер:  Станіслав Ростоцький
- Оператор: Владислав Меньшиков
- Художник: Сергій Серебреніков
- Композитор:  Андрій Петров